# دهستان سورسور
دهستان سورسور نام دهستانی در بخش موچش شهرستان کامیاران، استان کردستان در ایران است. براساس سرشماری مرکز آمار ایران در سال ۱۳۸۵، جمعیت آن ۵۶۷۴ نفر (۱۳۷۰ خانوار) بوده‌است.